# سد كاريبا

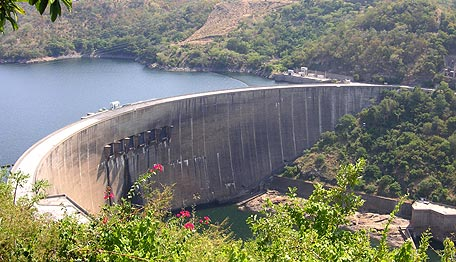
سد كاريبا

سد كاريبا هو سد يقع على نهر الزامبيزي في وادي كاريبا على الحدود ما بين زامبيا وزيمبابوي . وهو سد خرساني مقوس لتوليد الطاقة الكهرومائية ، ويعتبر واحداً من أكبر السدود في العالم، يقف شامخا على ارتفاع 128 متر، ويبلغ طوله 579 متر 

## الإنشاء
تم إنشاء هذا السد ما بين عام 1955 و1959 من قبل شركة إمبرست الإيطالية  وكلف إنشاؤه 135 مليون دولار أمريكي للمرحلة الأولى. أما المرحلة النهائية والإضافات الأخرى كانت عن طريق شركة متشل للإنشاءات  حيث تم الانتهاء من هذه المرحلة في عام 1977 بعد تأخير نتيجة عوائق ومشكلات سياسية. وبلغت التكلفة النهائية 480 مليون دولار أمريكي، وفي أثناء مراحل إنشاء السد حدثت خسائر بشرية للعاملين في السد، حيث فقد 86 شخصا حياتهم.

## توليد الطاقة
يولد سد كاريبا طاقة كهربائية تبلغ 1266 ميجاوات لتزويد مناطق واسعة من جمهورية زامبيا (وبالذات مناطق حزام النحاس) و زيمبابوي. ويبلغ ما يولده السد من الطاقة الكهربائية سنويا 6400 جيجاوات/ساعة. ولدى زامبيا محطة طاقة خاصة بها في شمال ضفة السد. أما زيمبابوي فلها محطة طاقة خاصة بها في جنوب ضفة السد بدأت في العمل منذ عام 1960 وبه ستة مولدات كهربائية تبلغ طاقة كل مولد 117,5 ميجاوات، وتعمل المولدات بطاقة إجمالية تبلغ 705 ميجاوات. أما المحطة الشمالية فهي تتبع لجمهورية زامبيا وبدأت عملها منذ عام 1976 وبها أربعة مولدات كهربائية تبلغ طاقة كل مولد 153,5 ميجاوات، ومجموع الطاقة للأربعة مولدات 614 ميجاوات، وهناك عمل جاري لرفع الطاقة لكي تصل إلى 1,080 ميجاوات يتوقع الانتهاء منها في عام 2012. وقد تشكلت بحيرة كاريبا نتيجة لهذا السد الكبير، وامتدت على مسافة 280 كيلومتر، وتبلغ طاقتها التخزينية من المياه 180 كيلو متر مربع.
يدار سد كاريبا بواسطة سلطة نهر الزامبيزي وهي المالكة لهذا السد. وسلطة نهر الزامبيزي هي سلطة مشتركة بالتساوي بين زامبيا وزيمبابوي